# Wolfgang Figura
Wolfgang Figura (* 15. Juli 1952 in Duisburg) ist ein ehemaliger deutscher Fußballspieler.

## Karriere
Der aus Duisburg stammende Figura begann mit dem Fußballspielen beim Stadtteilverein ETuS Bissingheim. Später wechselte er zum VfB Homberg. Homberg war für Figura nur eine Durchgangsstation; er wechselte zur Saison 1975/76 zum Bundesligisten Bayer 05 Uerdingen. Bayer war gerade in die Bundesliga aufgestiegen und spielte erstmals in dieser Klasse. Figura war einer von sechs Stürmern im Team von Trainer Klaus Quinkert. Er absolvierte drei Spiele und damit die wenigsten der Angriffsspieler im Team. Zu Saisonende belegte Bayer den letzten Tabellenplatz und stieg ab. Figura wechselte zum RSV Meerbeck in die Amateurliga Niederrhein, dessen Trikot er für eine Spielzeit trug und wo er sich zum Torjäger entwickelte. Anschließend spielte er in der 2. Bundesliga für den 1. FC Bocholt; hier traf er auf seine ehemaligen Mitspieler Wolfgang Franke und Edmund Stieber. Mit Bocholt belegte er in der Saison 1977/78 den 18. Platz und stieg am letzten Spieltag ab. Figura war fünfmal in Liga zwei aufgelaufen und erzielte ein Tor gegen seinen alten Arbeitgeber Bayer. 1978 kehrte Figura nach Meerbeck zum mittlerweile in MSV Moers umbenannten Verein zurück. Seine 18 Saisontore in der Spielzeit 1979/80 konnten den Abstieg aus Oberliga nicht verhindern. Danach spielte er noch für Hamborn 07, SuS 09 Dinslaken und ETuS Bissingheim.